# Muriel Pénicaud
Muriel Pénicaud (Versailles, 31 marzo 1955) è una politica e funzionaria francese, ministro del lavoro nel Governo Philippe I e Philippe II dal 2017 al 2020.
È stata vicepresidente esecutivo delle risorse umane alla Dassault Systèmes dal 2002 al 2008 e al gruppo Danone dal 2008 al 2014.